# Nealeriini
Tribu
Les Nealeriini sont une tribu d'insectes du sous-ordre des hétéroptères (punaises).

## Description
Les membres de cette tribu sont de grands Pentatomidés, de 7 à 22 mm de forme ovale et allongée, ressemblant aux Halyini africains. Les jugas sont un peu plus longues que le tylus. Le pronotum possède des bords latéraux concaves avec une échancrure nette mais peu profonde et des crénelures sur la partie antérieure. Les angles huméraux sont arrondis ou aigus mais peu proéminents. Les antennes n'ont que quatre segments. Ils diffèrent des Halyini par leurs tarses à deux segments et leur abdomen hirsute.

## Systématique
La tribu des Nealeriini a été créée en 1952 par le français Pierre Cachan sous le nom de Nealeriaria. Il y inclut deux genres, pour quatre espèces, toutes endémiques de Madagascar et appartenant précédemment à la tribu Halyini. Certains auteurs considèrent cette tribu comme un sous-groupe des Halyini.

### Liste des genres
- Nealeria Bergroth, 1893
- Paraleria Reuter, 1887